# 戒菸公司
《戒菸公司》是一部由史蒂芬·金於1978年所著的短篇小說，收錄在短篇小說集《有時候，他們會回來》內，於1986年改編成電影《貓眼》的其中一段及於2007年被波里活改編成同名電影，由約翰·亞伯拉罕主演。

## 故事簡介
墨里森是一個平凡上班族，一天偶遇了一位舊朋友吉米，發現吉米整個人有很大的轉變，原來吉米成功戒菸，於是墨里森詢問戒菸的方法，吉米介紹了一間戒菸公司給墨里森。他上門向這間戒菸公司求助，才察覺這是一間瘋狂的公司，他們透過分級的懲罰進行治療，要脅傷害求助者的家屬令求助者成功戒菸。每破戒一次便接受更高一級的懲罰。
第一級由求助者的太太進入電擊房接受輕微電擊，第二級由求助者進入電擊房接受電擊。第三級由兩人共同接受電擊。第四級墨里森的兒子會被公司的密探毆打。第五級墨里森和太太接受電擊，兒子和太太被挨揍一回。第六七 八級包含更頻繁和更高電壓的電擊以及更猛烈的毆打。第九級墨里森的兒子將被折斷手臂。第十級墨里森將會被槍殺。
過程中，墨里森曾經偷偷地抽菸一次，結果太太遭到電擊，經歷整個厭惡治療法後有了初步的成效，但體重明顯上升。公司要求墨里森控制體重上限，否則將會砍斷他太太的小拇指。一年後，墨里森成功戒菸，身體比以前好得多，而且變得感謝這瘋狂的公司。